# Lymeon rufotibialis
Lymeon rufotibialis là một loài tò vò trong họ Ichneumonidae.